# USS Corry (DD-463)
USS Corry (DD-463), là một tàu khu trục lớp Gleaves được Hải quân Hoa Kỳ chế tạo trong Chiến tranh Thế giới thứ hai. Nó đã tham gia suốt Thế Chiến II cho đến khi bị đánh chìm trong cuộc Đổ bộ Normandy vào ngày 6 tháng 6 năm 1944. Nó là chiếc tàu chiến thứ hai của Hải quân Hoa Kỳ được đặt theo tên Thiếu tá Hải quân William M. Corry, Jr. (1889-1920), người tham gia cuộc Chiến tranh Thế giới thứ nhất và được tặng thưởng Huân chương Danh dự.

## Thiết kế và chế tạo
Corry được chế tạo tại Xưởng hải quân Charleston. Nó được đặt lườn vào ngày 4 tháng 9 năm 1940; được hạ thủy vào ngày 28 tháng 7 năm 1941, và được đỡ đầu bởi cô Jean Constance Corry.. Con tàu được cho nhập biên chế cùng Hải quân Hoa Kỳ vào ngày 18 tháng 12 năm 1941 dưới quyền chỉ huy của Thiếu tá Hải quân E. C. Burchett.

## Lịch sử hoạt động

### 1942–1943
Corry tiến hành các hoạt động đặc biệt cùng với Trạm vô tuyến Washington ở Annapolis từ ngày 18 đến ngày 21 tháng 5 năm 1942, rồi lên đường hộ tống cho chiếc SS Queen Elizabeth đi vào cảng New York vào ngày 22 tháng 5. Sau một chuyến đi hộ tống đến Bermuda, nó tuần tra ngoài khơi Newfoundland từ ngày 31 tháng 5 đến ngày 23 tháng 6, rồi gia nhập trở lại đội của nó tại Newport, Rhode Island vào ngày 1 tháng 7. Nó hoạt động tuần tra và hộ tống ven biển, thực hiện nhiều chuyến đi đến các cảng thuộc vùng biển Caribe cho đến ngày 19 tháng 10, khi nó đi đến Bermuda. Trong giai đoạn này nó từng cứu vớt những người sống sót trên bè cứu sinh của chiếc SS Ruty bị đắm do trúng ngư lôi ngoài khơi Trinidad.
Corry rời Bermuda vào ngày 25 tháng 10 để đi Casablanca tham gia Chiến dịch Torch, cuộc đổ bộ của lực lượng Đồng Minh lên Bắc Phi, trong thành phần hộ tống cho tàu sân bay Ranger. Nó rời Casablanca vào ngày 16 tháng 11 để quay trở về Norfolk, Virginia, rồi tiếp tục đi đến Xưởng hải quân Boston để đại tu. Sau khi hoàn tất, chiếc tàu khu trục tiếp nối các hoạt động ven biển và tại vùng biển Caribe cho đến ngày 13 tháng 2 năm 1943, khi nó lên đường hộ tống một đoàn tàu đi từ Norfolk sang Bắc Phi; quay trở về vào ngày 6 tháng 3 để tiếp tục hoạt động tại khu vực Tây Đại Tây Dương. Vào ngày 11 tháng 8, nó lên đường đi Scotland để hoạt động cùng Hạm đội Nhà Anh Quốc, thực hiện một chuyến đi đến vùng biển Na Uy hộ tống cho Ranger trong một hoạt động không kích của Đồng Minh xuống Bodø, Na Uy vào tháng 10, trong khuôn khổ Chiến dịch Leader. Nó cũng đã hai lần đi đến vùng biển Iceland bảo vệ cho các đoàn tàu vận tải hướng sang Liên Xô. Quay trở về Boston vào ngày 3 tháng 12, nó lại lên đường vào ngày 24 tháng 12 làm nhiệm vụ hộ tống tại khu vực New Orleans và Panama.

### 1944
Những hoạt động tương tự được tiếp nối cho đến ngày 16 tháng 2 năm 1944, khi Corry lên đường cho hoạt động tìm-diệt tàu ngầm đối phương tại Đại Tây Dương cùng Đội đặc nhiệm 21.16, đi đến Casablanca vào ngày 8 tháng 3. Nó rời Casablanca vào ngày 11 tháng 3, và đến ngày 16 tháng 3 đã tham gia cùng tàu khu trục hộ tống Bronstein tấn công chiếc tàu ngầm U-boat Đức U-801. Sau đợt tấn công bằng mìn sâu của Corry vào giữa trưa ngày 17 tháng 3, chiếc tàu ngầm đối phương đã nổi lên mặt nước và bị Corry đánh chìm bằng hải pháo, và vớt được 47 người sống sót. Hai ngày sau, 19 tháng 3, nó cứu vớt tám người sống sót từ chiếc tàu ngầm U-1059, vốn bị máy bay xuất phát từ tàu sân bay hộ tống Block Island đánh chìm ở tọa độ 13°06′B 33°26′T / 13,1°B 33,44°T, về phía Tây Nam quần đảo Cape Verde; trong số những người sống sót của U-1059 có cả hạm trưởng chỉ huy. Nó về đến Boston vào ngày 30 tháng 3 để đại tu, rồi được huấn luyện sau đó.

#### Đổ bộ Normandy
Corry rời Norfolk vào ngày 20 tháng 4 để đi sang Anh, được tập trung cho chiến dịch Đổ bộ Normandy. Khởi hành từ Plymouth, Anh, nó là tàu khu trục dẫn đầu cho lực lượng đặc nhiệm tấn công, hộ tống tàu bè và tàu vận tải băng qua eo biển Manche; và khi đi đến bờ biển Normandy, Pháp, nó hướng đến đảo Saint-Marcouf, trạm trực chiến cho nhiệm vụ bắn pháo hỗ trợ suốt tiền duyên thuộc bãi Utah. Vào sáng ngày D, 6 tháng 6, nó bắn nhiều loạt đạn pháo 5-inch vào các mục tiêu của quân Đức trên bờ.
Gần đến giờ H, 06 giờ 30 phút, khi binh lính đổ bộ sắp bắt đầu chiến đấu mở đường lên các bãi đổ bộ, chiếc máy bay có nhiệm vụ thả màn khói che chở cho Corry khỏi hỏa lực đối phương bất ngờ bị bắn rơi, khiến chiếc tàu khu trục hoàn toàn bị bộc lộ ra trước các khẩu pháo Đức, vốn giờ đây đang nả pháo tối đa. Lúc khoảng giờ H, trong khi đấu pháo tay đôi với một khẩu đội pháo trên bờ, nó bị một quả đạn pháo hạng nặng đánh trúng trực tiếp giữa tàu tại khoang động cơ. Với bánh lái bị kẹt, nó xoay vòng trong một lúc trước khi bị mất hoàn toàn động lực. Tiếp tục chịu đựng hỏa lực dữ dội của đối phương, nó đắm nhanh chóng với lườn tàu bị vỡ và một khoảng nứt 1 ft (0,30 m) trên sàn tàu giữa tàu. Khi có lệnh bỏ tàu, thủy thủ đoàn phải chống chọi với nước lạnh thấu xương 12 °C trong hơn hai giờ dưới hỏa lực thường trực của đối phương trong khi chờ đợi được giải cứu. Một thủy thủ đã trở lại giương cao lá cờ Hoa Kỳ trên cột ăn-ten chính của con tàu vốn vẫn ở bên trên mặt nước của vùng nước nông 30 foot (9,1 m), khi con tàu đắm ở tọa độ 49°30′50″B 1°11′30″T / 49,51389°B 1,19167°T. Những người sống sót của Corry được Fitch, Hobson, Butler và PT-199 cứu vớt; trong số thủy thủ đoàn, 24 người đã thiệt mạng và 60 người bị thương.

## Những mâu thuẫn về nguyên nhân khiếnCorrybị đắm

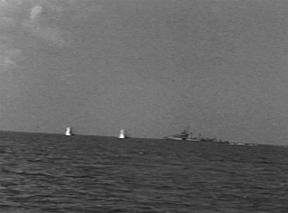
Hai phát bắn suýt trúng USS Corry từ các khẩu đội pháo bờ biển

Báo cáo chính thức về tổn thất của Corry cho rằng lúc 06 giờ 33 phút, nó trúng phải một quả mìn vốn kích nổ ngay bên dưới các khoang động cơ. Tuy nhiên, những báo cáo ban đầu của sĩ quan chỉ huy lại cho rằng bị đánh chìm bởi một loạt đạn pháo có cỡ nòng hạng nặng trúng giữa tàu bên dưới mực nước trong khoang động cơ, khiến con tàu bị vỡ đôi và đắm.
Báo cáo của phía Đức cũng cho rằng khẩu đội Saint Marcouf (Crisbecq), do Walter Ohmsen chỉ huy được bố trí sâu 1,5 dặm (2,4 km) trong đất liền, với ba khẩu pháo 210 mm (8,3 in) đã bắn trúng đích trực tiếp một tàu chiến Hoa Kỳ ở vào khoảng giờ H (06 giờ 30 phút), khiến nó bị đắm. Chiếc tàu chiến ban đầu được cho là một tàu tuần dương hạng nhẹ, do kiểu dáng của Corry trông giống như một tàu tuần dương hạng nhẹ khi nhìn từ xa.
Khoảng hai tuần sau ngày D, một báo cáo chi tiết cho rằng khẩu đội pháo duyên hải hạng nặng đã đánh chìm Corry sắp được đệ trình như báo cáo chính thức về việc mất con tàu, nhưng nó bất ngờ bị hủy bỏ và được viết lại, cho rằng Corry đã trúng mìn. Không sĩ quan hay thủy thủ nào được tham khảo khi viết lại báo cáo. Báo cáo chính thức cuối cùng về việc tổn thất của Corry ở trang cuối cùng cho rằng đạn pháo hứng chịu đồng thời với việc trúng mìn đã gây những hư hại không thể khắc phục.

## Phần thưởng
Corry được tặng thưởng bốn Ngôi sao Chiến trận do thành tích phục vụ trong Thế Chiến II.